# Bali Bird Park
Koordinaten: 8° 36′ 0″ S, 115° 15′ 4″ O

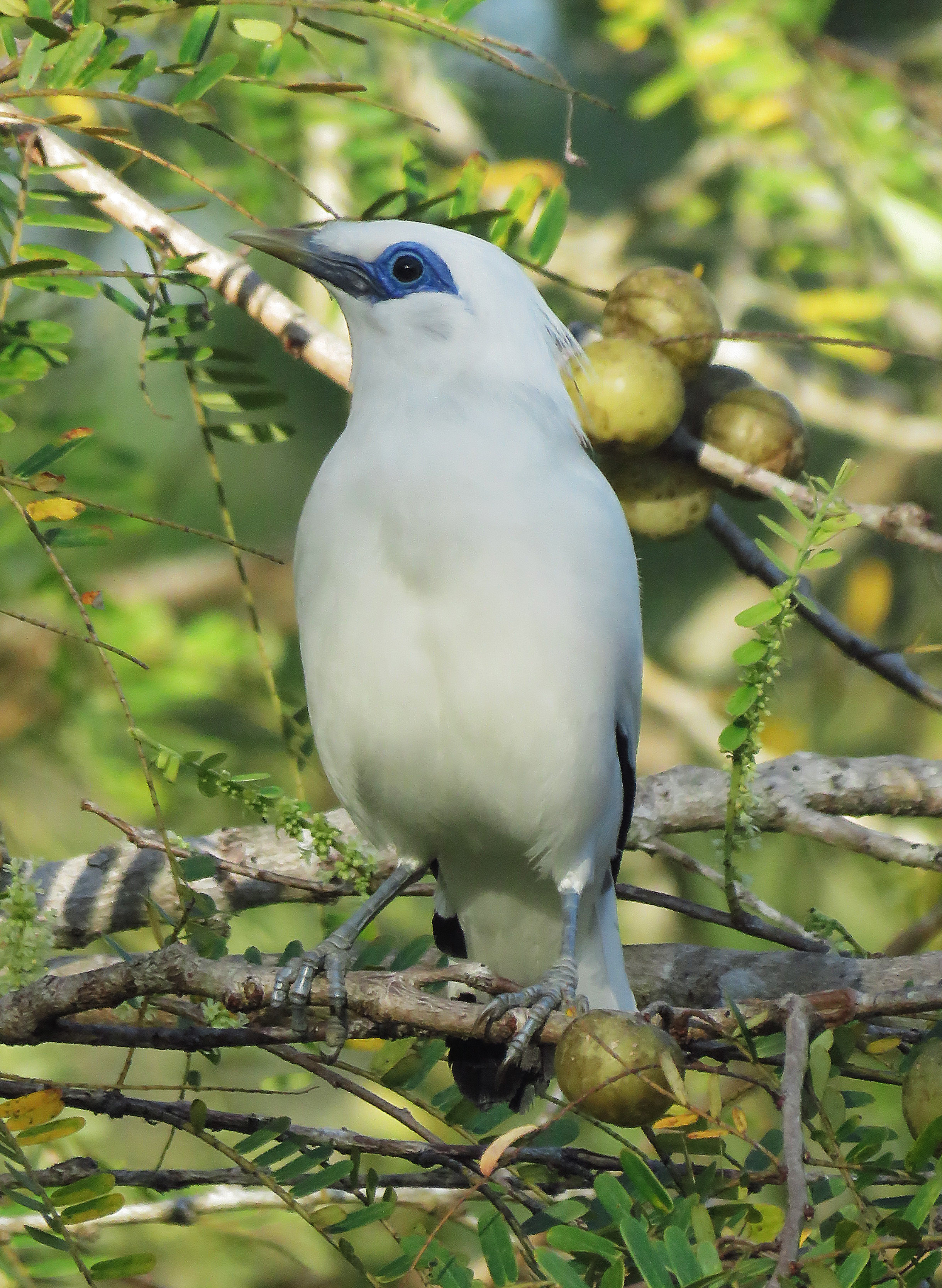
Balistar im Nationalpark Bali Barat

Der Bali Bird Park (indonesisch Taman Burung Bali) ist ein 1995 eröffneter Vogelpark auf der indonesischen Insel Bali.

## Artenspektrum
Im Bali Bird Park werden rund 1000 Vögel in rund 80 Arten aus Asien, Australien, Afrika und Amerika gehalten. Ein Schwerpunkt liegt in der Ausstellung und Zucht von in Indonesien vorkommenden Vogelarten. Die nachfolgenden Bilder zeigen eine Auswahl einiger Vogelarten aus dem Bestand des Vogelparks.

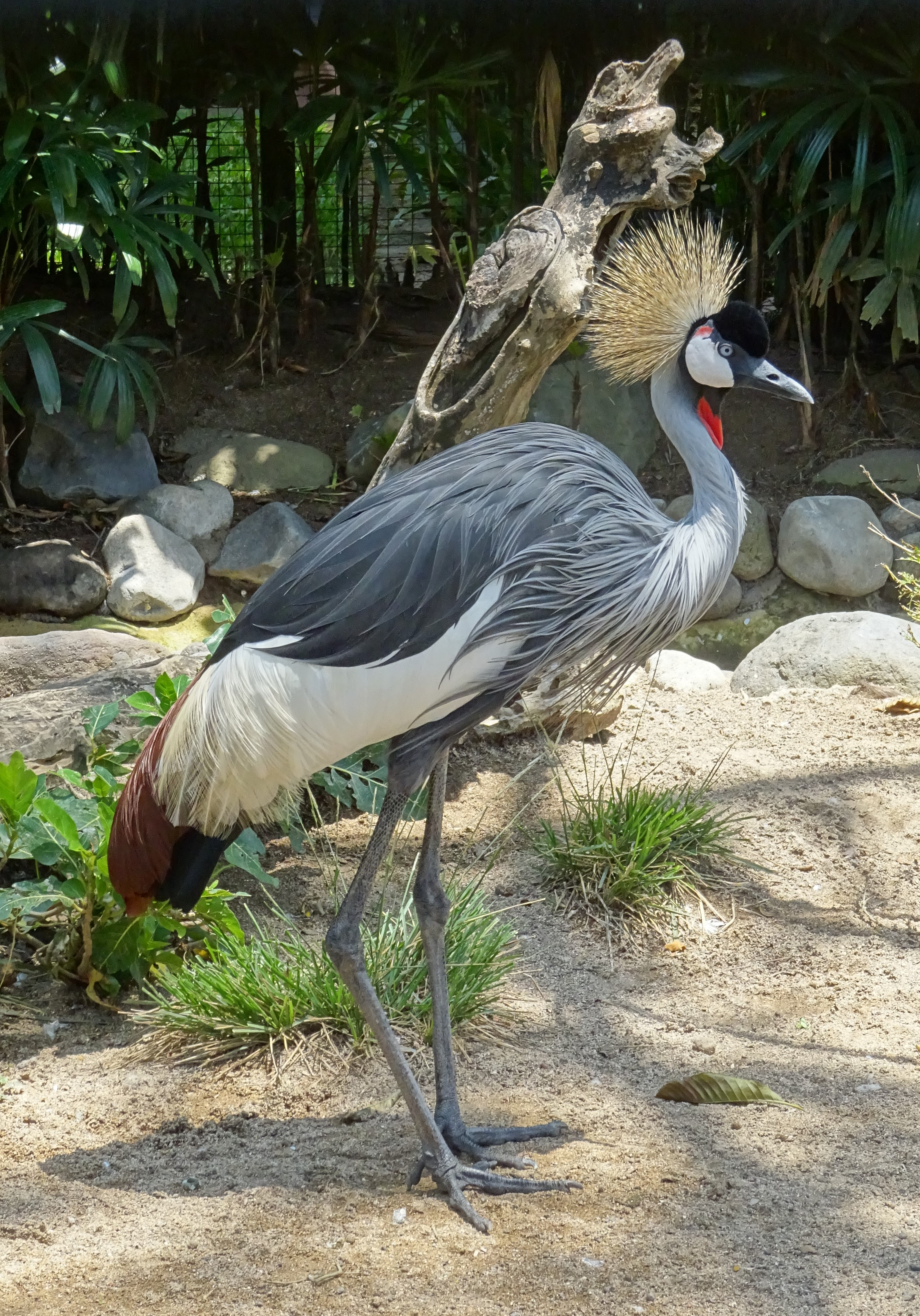
Südafrika-Kronenkranich (Balearica regulorum)
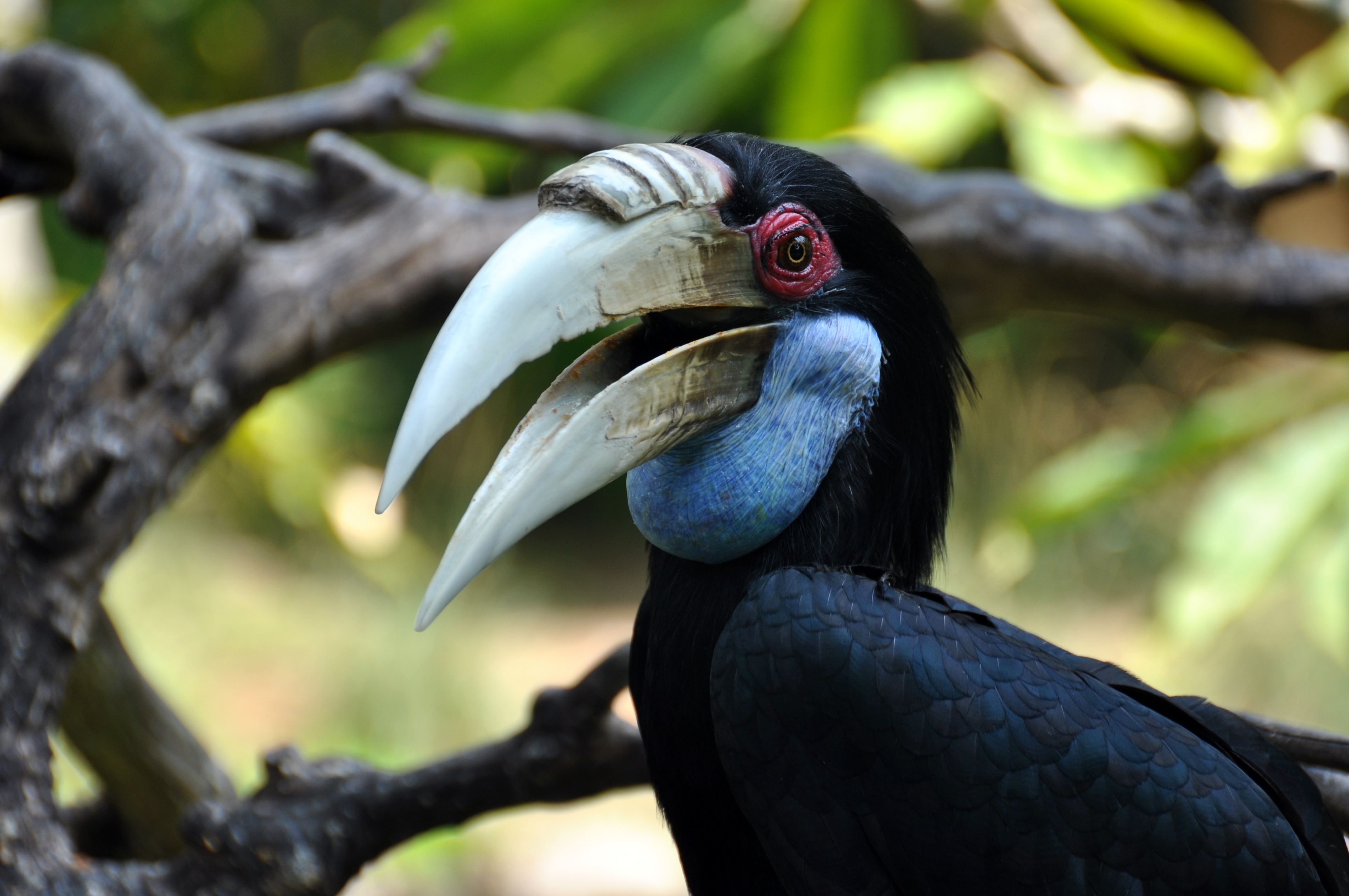
Furchenhornvogel (Rhyticeros undulatus)
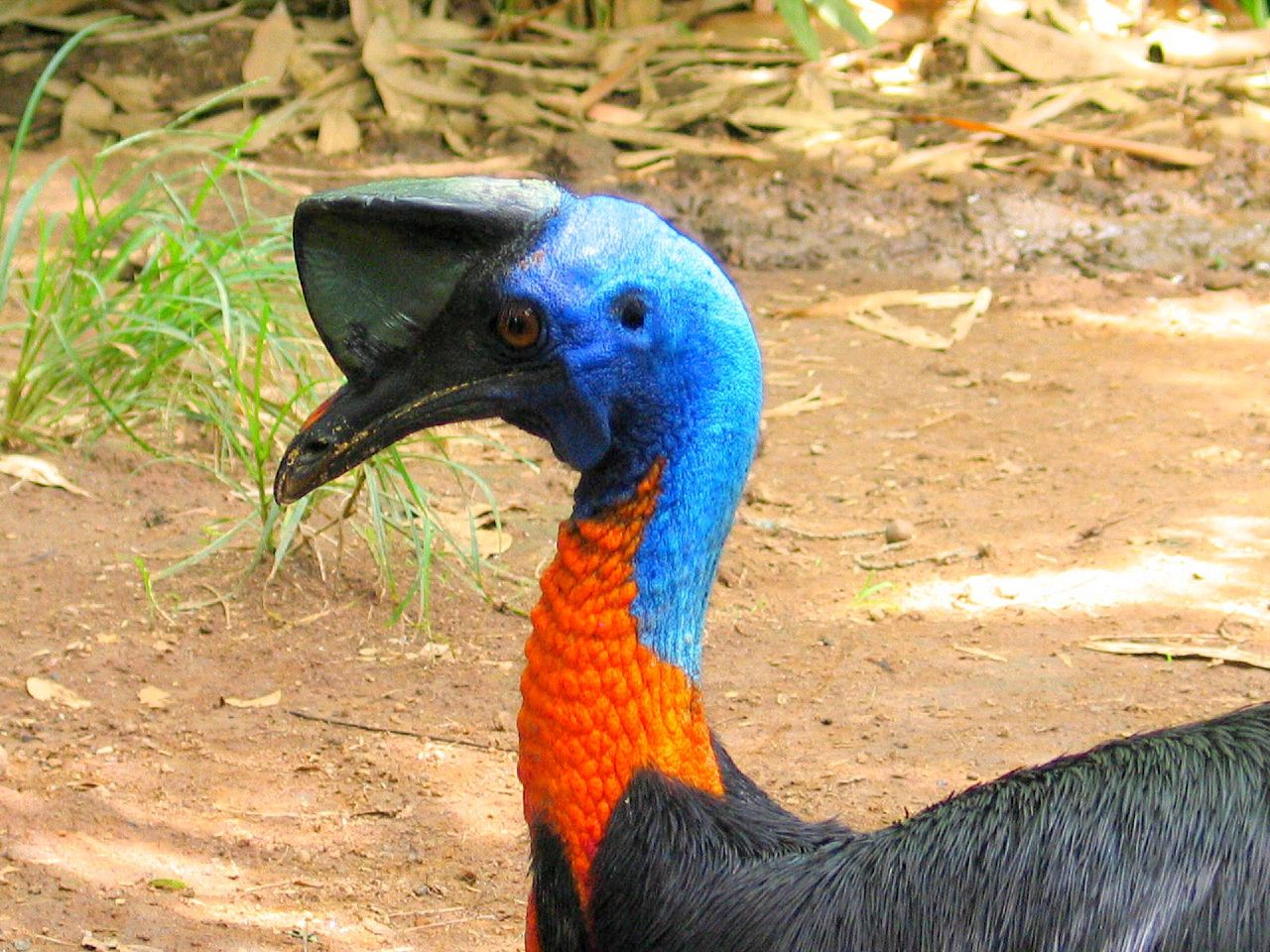
Einlappenkasuar (Casuarius unappendiculatus)
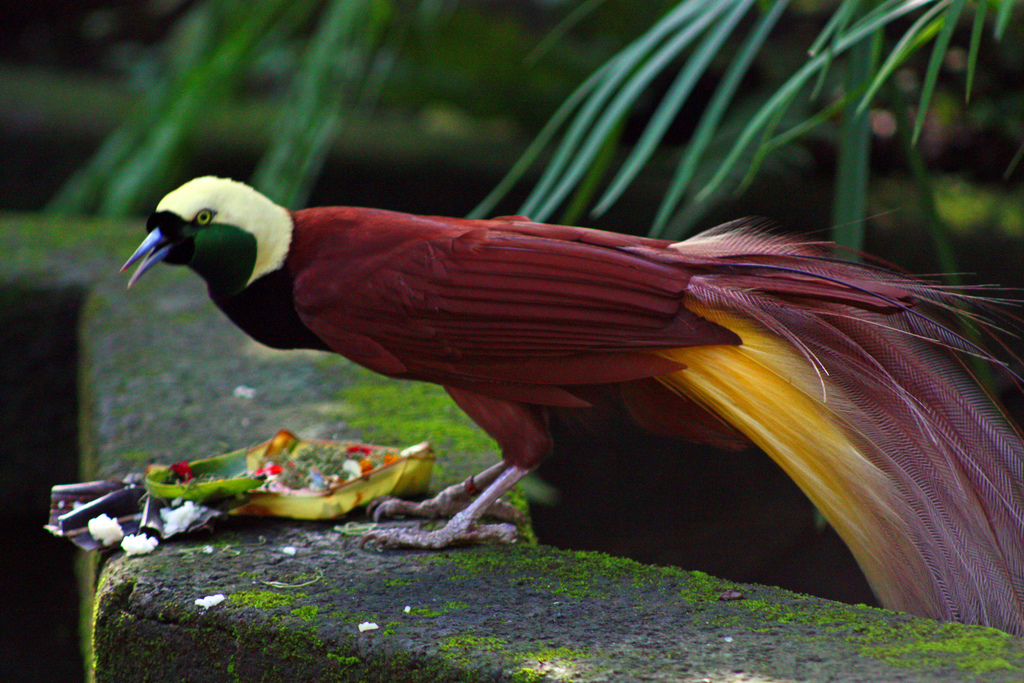
Großparadiesvogel (Paradisaea apoda)
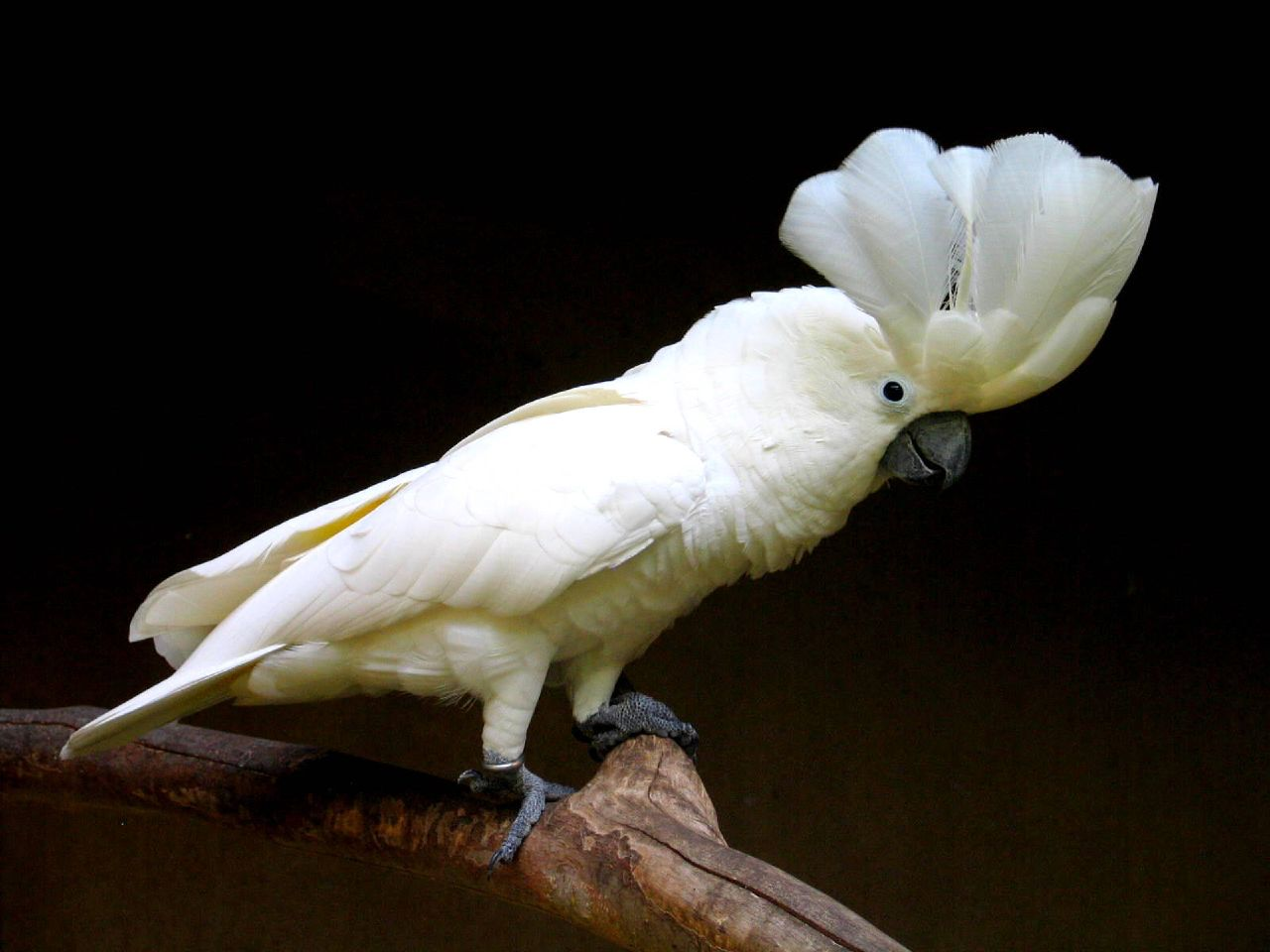
Weißhaubenkakadu (Cacatua alba)
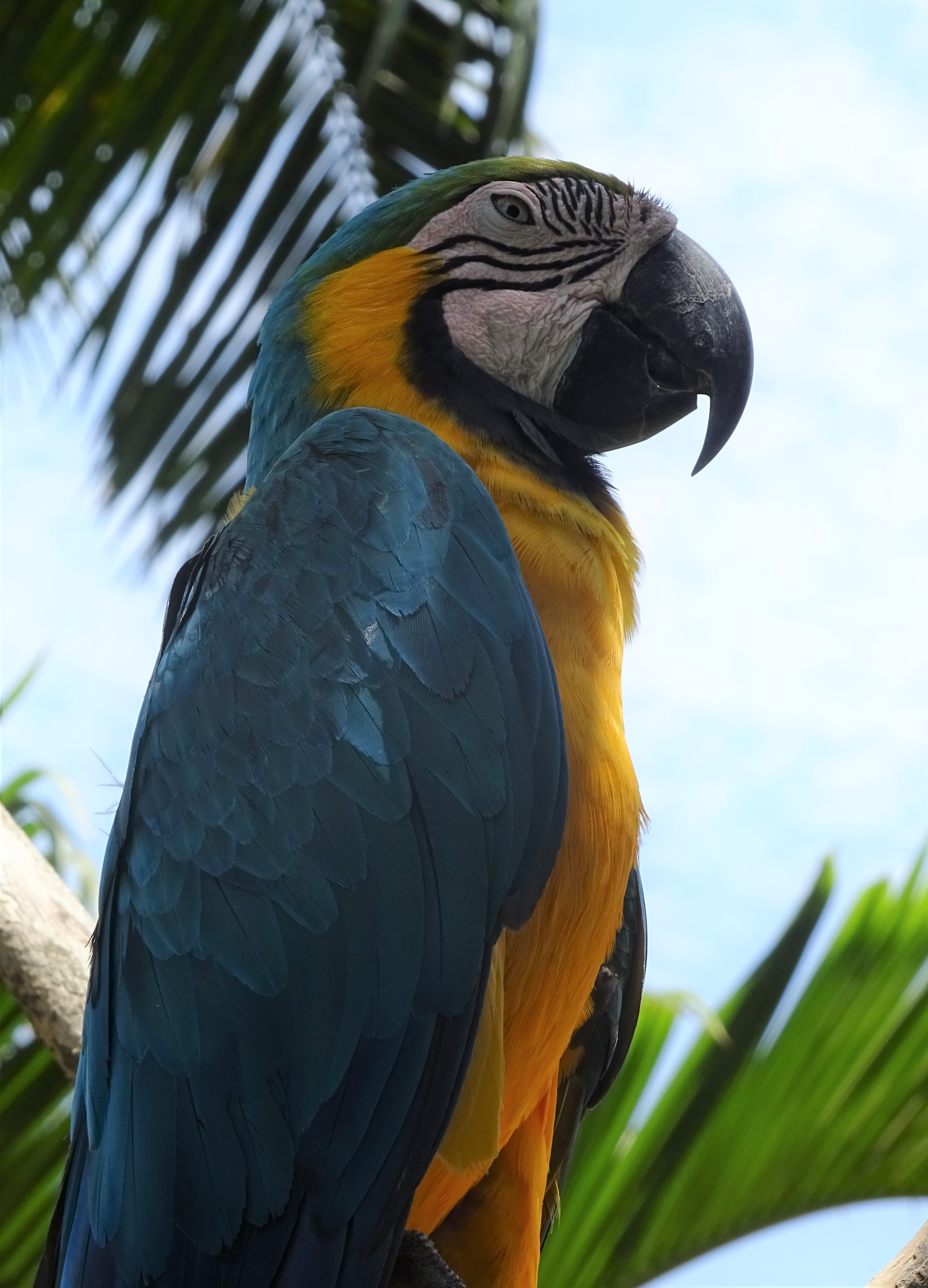
Gelbbrustara (Ara ararauna)
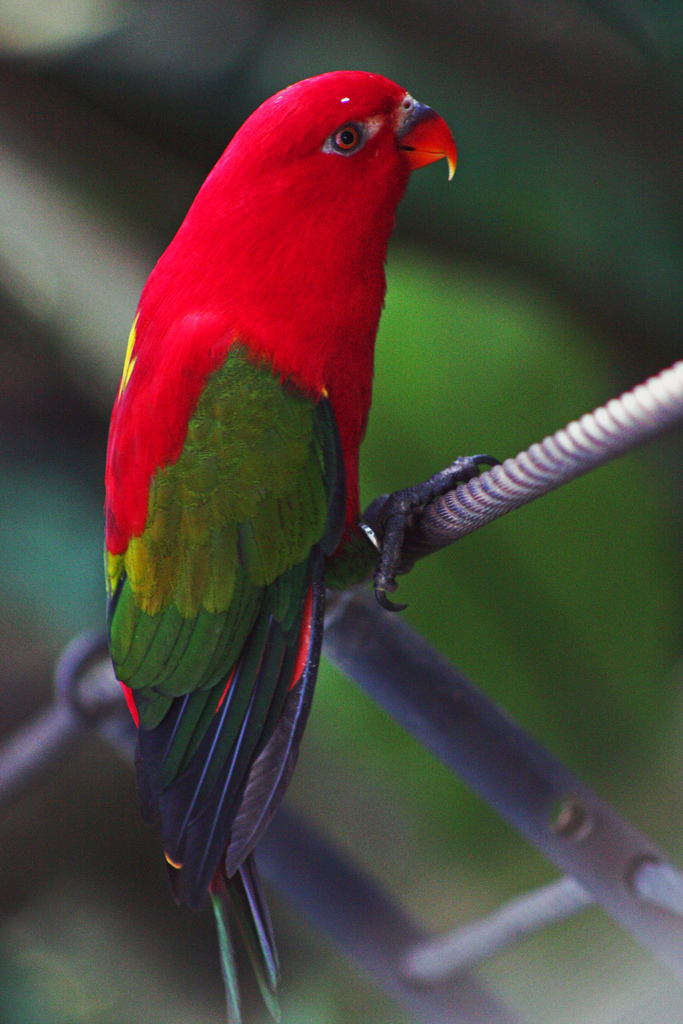
Prachtlori (Lorius garrulus)
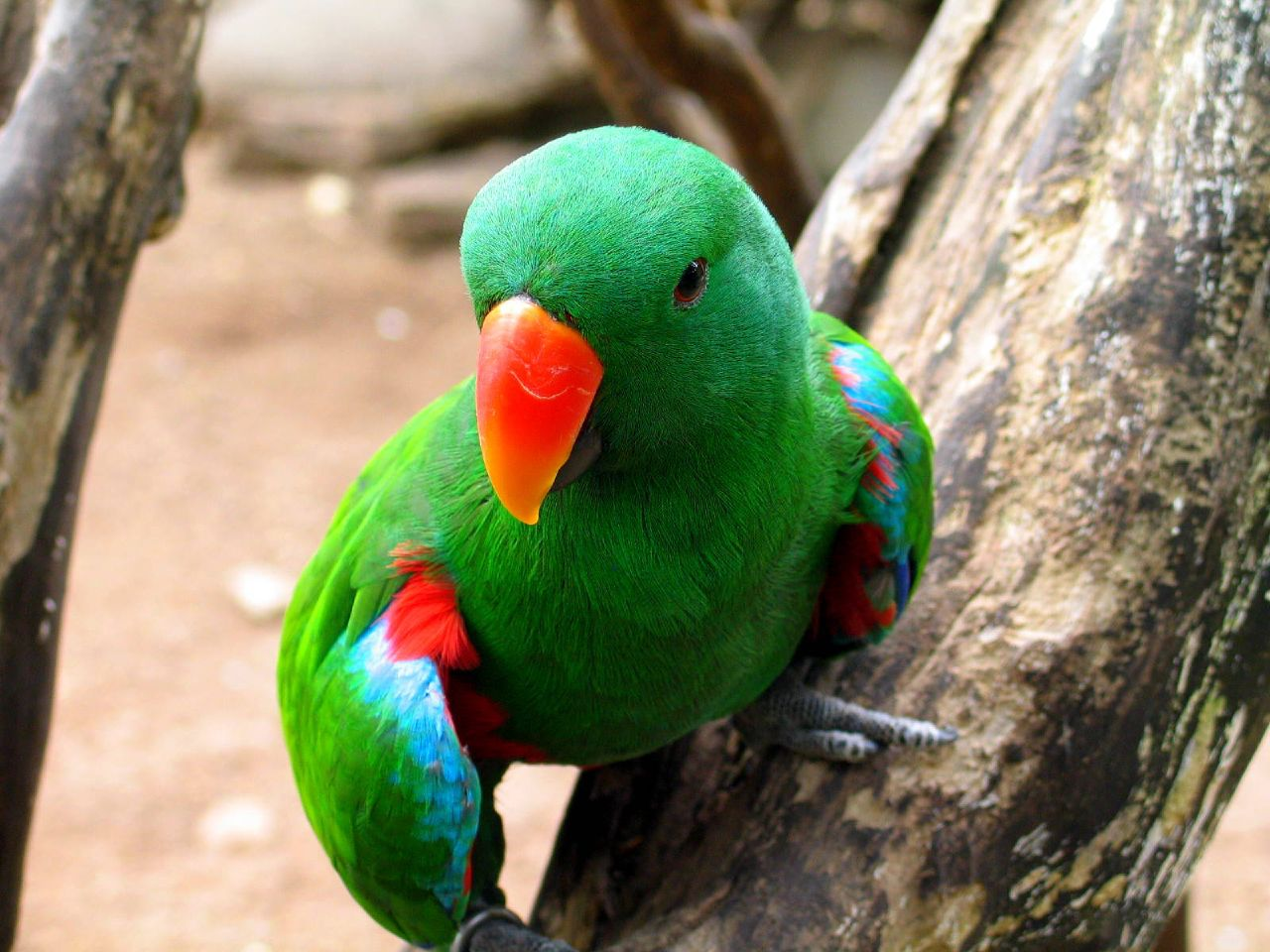
Edelpapagei (Eclectus roratus), Männchen

Bis zum Jahr 2017 wurden im Bali Bird Park auch verschiedene Reptilienarten gezeigt. Diese Sektion wurde jedoch in den nebenan befindlichen Bali Reptile Park ausgelagert. Lediglich einige Komodowarane (Varanus komodoensis) werden im Bird Park noch gehalten.

## Anlagenbereiche
Es wird angestrebt, die Vögel in Anlagen zu halten, die in ihrer Ausstattung ihren natürlichen Lebensräumen nachempfunden sind. Die Tiere werden in für Besucher zugänglichen großen Freiflughallen sowie in Volieren gezeigt. Im Park befinden sich auch mehr als 2000 tropischen Pflanzenarten, darunter 50 Palmenarten. Die üppige Vegetation zieht auch zahlreiche Schmetterlinge an. Die einzelnen Ausstellungsbereiche im Bali Bird Park sind nach geographischen Gesichtspunkten aufgeteilt und folgendermaßen benannt: Bali, Java, Borneo, Sumatra, South Africa, Papua, South America und Owl House. Mit ausgewählten Tieren werden für die Besucher Vogel-Flugschauen veranstaltet und es besteht für die Besucher außerdem die Möglichkeit, Papageien zu füttern.

## Arterhaltungsprogramme
Der  Bali Bird Park beteiligt sich an mehreren Arterhaltungsprogrammen. In erster Linie werden in Indonesien heimische Vogelarten gezüchtet. Ein besonderes Anliegen ist die Zucht des Nationalvogels von Bali, des Balistars (Leucopsar rothschildi), der von der Weltnaturschutzorganisation IUCN als „Critically Endangered = vom Aussterben bedroht“ geführt wird. Einige aus dem Bali Bird Park stammende Balistare wurden von den Friends of the National Parks Foundation im Nationalpark Bali Barat, auf der Insel Nusa Penida sowie in der Umgebung von Ubud ausgewildert. In diesen drei Gebieten existieren freilebende Kolonien der Balistare.
Weitere Arterhaltungsprogramme betreffen den Borstenkopf (Psittrichas fulgidus) sowie mehrere  Paradiesvogelarten (Paradisaeidae). Besucher haben die Möglichkeit, durch Beobachtungsfenster die Inkubatoren und Aufzuchteinrichtungen zu sehen.